# Ralf Tekaat
Ralf Tekaat (* 1970 in Bobingen) ist ein zeitgenössischer deutscher Künstler.

## Biografie
Tekaat studierte von 1992 bis 1997 an der Fachhochschule Münster Visuelle Kommunikation und machte dort 1997 sein Diplom. Von 1997 bis 2002 studierte er Freie Kunst bei Wolfgang Schmitz und Paco Knöller an der Hochschule für Künste Bremen. 2002 machte er dort Diplom und 2003 seinen Meisterschüler. Von 2001 bis 2005 hatte er sein Atelier im Künstlerhaus Bremen und war dort zeitgleich Mitglied im Vorstand. Von 2005 bis 2008 hatte er einen Lehrauftrag an der Hochschule für Künste Bremen. 2008 lebte er für sechs Monate in Brooklyn, NY. Tekaat lebt und arbeitet in Berlin.

## Werk
Tekaat ist Zeichner. In seinen Bleistiftzeichnungen modelliert er mit dichten Schraffuren futuristisch anmutende Objekte, deren Dimensionen aber nicht genau zu fassen sind. „Doch  so konkret – dinglich, technoid, fetischhaft – die Objekte auch  erscheinen – reale Dimensionen  und wirkliches Gewicht sind nicht ablesbar. Die Zeichnungen könnten Konstruktionsskizzen sein. [...] Die Dinge führen auf dem Blatt schattenlos, ankerlos, unfertig in künstlerischer Absicht ihr künstliches Eigenleben und präsentieren sich als Entwurf und Idee. Sie sind von der Wirklichkeit entfernt und ihr gleichzeitig irritierend nahe.“
Seine wand- und raumfüllenden Installationen besitzen eher erzählerischen Charakter.
In seiner Arbeit Auf der Suche nach Thomas R. Pynchon (2002/2003), für die er den Bremer Förderpreis Bildende Kunst 2002 erhielt, spürt er der Figur des verflüchtigten Schriftstellers Thomas Pynchon nach. Aus wirklichem – während eines New York Aufenthaltes in der Recherche gewonnenem – und fiktivem Material entsteht ein ebenso konspiratives wie fragmentarisches Netzwerk aus topografischen, biografischen, literarischen Orientierungen. Durch das formale Verschränken verschiedener Medien – Zeichnung, Fotografie, Fundstück – überlagern sich die Identitäten von Autor und Künstler.
In einer weiteren Installation DALLAS und was erzähle ich meinen Kindern thematisiert Tekaat seine Erinnerung an seinen Großvater und wieso dieser nicht von seiner Kriegszeit und der sowjetischen Gefangenschaft erzählte. Zentrales Moment dieser Arbeit ist die Frage, die der Künstler sich selbst, – aber auch seiner Generation – stellt: „Was hätte der Enkel machen können oder müssen, um den Großvater zum Erzählen zu bewegen?“ Kontrastiert werden diese handschriftlichen „Fetzen der Erinnerung“ mit Tekaats Kindheitsfotos, auf denen er mit seinen Spielfiguren Schlachten zwischen Indianern und Cowboys oder sogar Soldaten im Maßstab 1:72 aus dem Zweiten Weltkrieg nachspielt. „Der Künstler als Suchender, einer, der stellvertretend für die Enkelgeneration im Schweigen der Großväter stochert, ein Junger der auf diese Weise Gerhard Richters Ansatz der Erforschung deutsche Vergangenheit aufnimmt.“
Zusammen mit dem Bremer Künstler Norbert Bauer erfindet und entwickelt Tekaat 2005 den Raketenmann, ein deutscher Superheld, der 1954 beim Fußballweltmeisterschaftsfinale in Bern (auch bekannt als Das Wunder von Bern) erstmals in Erscheinung tritt und seitdem, allerdings meist in der Anonymität, seine Taten in der Bundesrepublik vollbringt. Mit dieser Figur haben die Künstler versucht, klassische Muster amerikanischer Superhelden-Erzählungen mit der deutschen Nachkriegsgeschichte zu verweben. Anhand von Skizzen, Fotos, Film und einer Broschüre wird das Wirken und Erscheinen des Raketenmanns dokumentiert.
In einer neuen Gemeinschaftsarbeit widmen Bauer/Tekaat sich mit „BROKDORF“ (2008/2009) den politischen Zeichen und der Mythenforschung. Die bundesdeutsche Anti-Atom-Bewegung erlebte in Brokdorf ihren unaufhaltsamen Aufstieg und ihre größten Niederlagen. Mit Zeichnungen, Fundstücken, Beobachtungen, Fotografien und Videos erstellen Bauer und Tekaat ein fiktives Archiv gesellschaftlicher Grabenkämpfe seit den frühen 1980er Jahren.

## Preise und Stipendien
- 1996: Residenzstipendium der Aldegrever Gesellschaft im Künstlerhaus Ekely, Oslo (Kat.)
- 1998: OAS-Förderpreis für Fotografie und Grafik
- 2000: Residenzstipendium der Gemeinde Wangerland im Künstlerhaus Hooksiel
- 2002: Residenzstipendium des BBK Bremen in Point B, New York
- 2003: Bremer Förderpreis für Bildende Kunst 2002
- 2004: Bremer Künstlerförderung
- 2006: Jahresstipendium der Stiftung Kunstfonds
- 2007: Residenzstipendium der Stadt Wertingen
- 2007: Kunstpreis des Kunstvereins Bobingen
- 2008: Jahresstipendium des Landes Niedersachsen

## Ausstellungen
Einzelausstellungen
- 1999: Malerei und Zeichnung, Städtische Galerie, Altena (zusammen mit J. Schramm)
- 2000: Raumgefüge, Künstlerhaus Hooksiel
- 2001: Wasserstoffbett – Arbeiten auf Papier, Galerie Herold, Bremen
- 2003: Deschraffiermaschine, Galerie im Park, Bremen
- 2004: Auf der Suche nach Thomas R. Pynchon, Stadtgalerie Kiel
- 2005: Der Raketenmann – Ein deutscher Superheld, Gerhard-Marcks-Haus, Bremen (Kooperation mit Norbert Bauer)
- 2005: Malefiz – oder die Kunst einen symmetrischen Körper zu zeichnen, Städtische Galerie Bremen
- 2006: Der Raketenmann – Ein deutscher Superheld, Galerie Schuster, Frankfurt (Kooperation mit Norbert Bauer)
- 2007: Südkurve, Kunstverein Bobingen (zusammen mit Reinhard Osiander)
- 2007: Die Sonne geht im Westen auf, Galerie KraskaEckstein, Bremen
- 2007: Heimat, Städtische Galerie Wertingen
- 2007: DALLAS und was erzähle ich meinen Kindern, Galerie Heiko Michael, Hannover
- 2007: Unter Beobachtung, KunstfondsKunstraum, Bonn
- 2007: DALLAS und was erzähle ich meinen Kindern, Galerie im Park, Bremen
- 2009: Above Us Only Sky, Kunstverein Cuxhaven
- 2010: BROKDORF, Galerie Schuster, Berlin (Kooperation mit Norbert Bauer)
- 2013: 42, X|Y|Z: RAUMPROJEKT der G.A.S-station Berlin – Tankstelle für Kunst und Impuls, Berlin

Ausstellungsbeteiligungen
- 1998, 1999: Große Kunstausstellung, Düsseldorf
- 2002: Heritage, La Friche, Marseille,
- 2002: Oboz 1, Zabrodje, Weißrussland
- 2005: Nordwestkunstpreis – Die Nominierten, Kunsthalle Wilhelmshaven
- 2006: Kunstrasen – Ersatzbank der Gefühle, Stadtmuseum Halle, Halle (Saale)
- 2006: 175 Bilder für 175 Jahre, Westfälischer Kunstverein, Münster
- 2006: Heimspiel, Kunstverein Hannover
- 2007: As time goes by – 30 Jahre Bremer Förderpreis, Städtische Galerie, Bremen
- 2007: Paulas Kinder, Kunsthalle Bremen
- 2008: Anonyme Zeichner No. 8, meinblau e.V., Berlin
- 2008: Nordlichter, Kunstverein Hannover, (Kooperation mit Norbert Bauer)
- 2008: It’s not easy, Exit Art, New York
- 2008: BKLYN 111, Brooklyn Artist Gym, Brooklyn, NY
- 2009: kunstfrühling09, Güterbahnhof Bremen (Kat.)(Kooperation mit Norbert Bauer)
- 2010: Paula Modersohn-Becker Kunstpreis, Kunsthalle Worpswede (Kat.)
- 2011: kunstfrühling11, Güterbahnhof Bremen (Kat.)(Kooperation mit Norbert Bauer)
- 2012: KONSTELLATIONEN, Kunstpreis 2012 im Haus am Kleistpark, Berlin